# Duke Special
Pour les articles homonymes, voir Peter Wilson et Wilson.
Duke Special (né Peter Wilson à Lisburn en 1971) est un musicien de rock alternatif vivant à Belfast, en Irlande du Nord. Il a grandi à Belfast dans une famille passionnée de musique, ce qui lui permit de recevoir très tôt des leçons de piano de sa grand-mère.Il est marié et père de trois fils.
Wilson, chanteur et pianiste, joue seul, accompagné du percussionniste Chip Bailey ou par un groupe complet (Councillor Réa Curran (trompette / harmonium) et Morris-Dancing Ben Hales (guitare et vocales additionnelles)). Il chante avec un accent irlandais assez prononcé. Parmi ces influences musicales, Peter Wilson cite notamment les Dresden Dolls. En 2007, il enregistre un single avec Neil Hannon (The Divine Comedy) Our Love Goes Deeper than This.

## Discographie

### Singles
- "Freewheel" Hag / Izumi Records 2005
- "Portrait" V2 2006
- "Last Night I Nearly Died (But I Woke Up Just in Time)" V2 2006
- "Wake Up Scarlett" V2 2006 (seulement sur iTunes)
- "Freewheel" V2 2007

### EP
- Lucky Me EP Medieval Haircut Records 2002
- My Villain Heart EP Medieval Haircut Records 2004
- Your Vandal EP Hag Records 2005

### Albums
- Adventures in Gramophone Hag 2005 (collects the EPs Lucky Me and My Villain Heart)
- Songs from the Deep Forest V2 / Izumi 2006